# Jevgenij Bauer
Jevgenij Frantsevitj Bauer (ryska: Евгений Францевич Бауэр), född 1865 i Moskva, Kejsardömet Ryssland, död 22 juni 1917 i Jalta på Krim, var en rysk filmregissör.

## Filmografi i urval
- 1913 – Sumerki zjenskoj dusji [5][6]
- 1914 – Ditja bolsjogo goroda
- 1914 – Slava - nam, smert - vragam
- 1914 – Nemyje svideteli
- 1915 – Posle smerti
- 1915 – Deti veka
- 1915 – Grjozy
- 1915 – Tysjatja vtoraja chitrost
- 1916 – Zjizn za zjizn
- 1917 – Umirajusjtjij lebed
- 1917 – Korol Parizja
- 1917 – Za stjastjem